# Митаб ибн Абд аль-Азиз Аль Рашид
Митаб II ибн Абд аль-Азиз Аль-Рашид — восьмой эмир эмирата Джебель-Шаммар, правивший с апреля по декабрь 1906 года.

## Биография
После убийства своего отца, Абдулазиза ибн Митаба Аль-Рашида, в битве при Рафдан-Муханне в 1906 году, Митаб пришёл к власти с согласия народа Хаиля и командующих армией, которые были с его отцом . Однако сыновья Хаммуда Аль-Убайда Аль-Рашида, Султан, Сауд и Фейсал, которые одновременно являются дядями Митаба, убили Митаба 27 декабря 1906 года через восемь месяцев после того, как он пришёл к власти. И убили вместе с ним двух его братьев Мишаала и Мухаммада после того, как они пригласили их на охоту и убили их там. Что же касается младшего брата убитых Сауда, то он со своим дядей ас-Сабханом бежали в Медину, когда ему было девять лет.
Период правления Митаба был коротким, не превышая девяти месяцев, и, несмотря на этот короткий период, он предпринял некоторые реформаторские усилия, которые пришлись по душе народу Хаиля. Одним из важнейших решений, которое принял Митаб за время своего недолгого правления, стало заключение соглашения с Абдулазизом Аль Саудом, по которому были демаркированы границы между двумя эмиратами, что позволило прекратить войны между ними.